# Estação Padre Mier
A Estação Padre Mier é uma das estações do Metrorrey, situada em Monterrei, entre a Estação Fundadores e a Estação General Zaragoza. Administrada pela STC Metrorrey, faz parte da Linha 2.
Foi inaugurada em 30 de novembro de 1994. Localiza-se no cruzamento da Avenidas Padre Mier com a Avenida Juárez. Atende o centro da cidade.